# دورة المغذيات
دورة المغذيات (أو إعادة التدوير البيئي) هي حركة أو تبادل المواد العضوية وغير العضوية العائدة إلى إنتاج المواد الحية. ومسارات الأنسجة الغذائية تقوم بتنظيم العمليات التي تحلل هذه المواد إلى أغذية معدنية. تحدث دورة المغذي داخل النظم البيئية، وهي نظم مرتبطة تجري فيها المواد والطاقة وتقوم بتبادل أغذية الكائنات الحية والهضم منها وإليها. تتراكم المعادن والأغذية بكثافات متنوعة وبترتيبات متفاوتة عبر الكوكب. إعادة تدوير النظم البيئية المحلية تحول الأغذية المعدنية إلى إنتاج الكتلة الحيوية وعلى نطاق أوسع فهي تشارك في مدخلات ومخرجات النظام العالمي الذي يقوم بتبادل ونقل المواد داخل نظام أوسع من دورات النظام البيولوجي الكيميائية.
التنوع البيولوجي يدير الجسيمات الساكنة في فتات التربة وأنابيب المياه والفتات المصاحب لأسطح الجسيمات ومنها (الغبار الريحية). يشير علماء البيئة على أن إعادة التدوير البيئي وإعادة التدوير العضوي والتدوير البيولوجي وركوب الدراجة وإعادة التدوير الكيميابيولوجية وإعادة التدوير الطبيعية أو إعادة التدوير إشارة إلى عمل الطبيعة.بينما الدورات البيولوجية الكيميائية العالمية تصف الحركة الطبيعية والتبادل لكل نوع من الجسيمات من خلال العناصر الحية وغير الحية للأرض وتشير دورة التغذية إلى التنوع البيولوجي داخل مجتمع نظام الشبكة الغذائية التي بدورها تعيد المغذي العضوي أو إمدادات المياه إلى عملية إنتاجية. والاختلاف في مسألة الحجم والتقسيم مع تغذية دورات التغذية داخل نطاق الدورات البيولوجية الكيميائية العالمية. تتدفق الطاقة الشمسية من خلال النظام البيئي على طول مسارات أحادية الإتجاه وغير دورية في حين أن حركة الأغذية المعدنية دورية. وتشمل الدورات المعدنية دورة الكربون، ودورة الكبريت، دورة النيتروجين، ودورة المياه، دورة الفوسفور ودورة الأكسجين، من بين أمور أخرى أن إعادة تدويرها باستمرار جنبا إلى جنب مع المغذيات المعدنية الأخرى في التغذية البيئية الإنتاجية. الدورات البيولوجية الكيميائية العالمية هي نتاج مجموع إعادة التدوير البيئي المحلية التي تنظمها عمل الشبكات الغذائية تقوم بتحريك الجسيمات من جيل حي واحد على الجيل الأخر. النظم الإيكولوجية الأرضية قد أعادة تدوير المغذيات المعدنية بشكل مستدام لمليارات السنين.

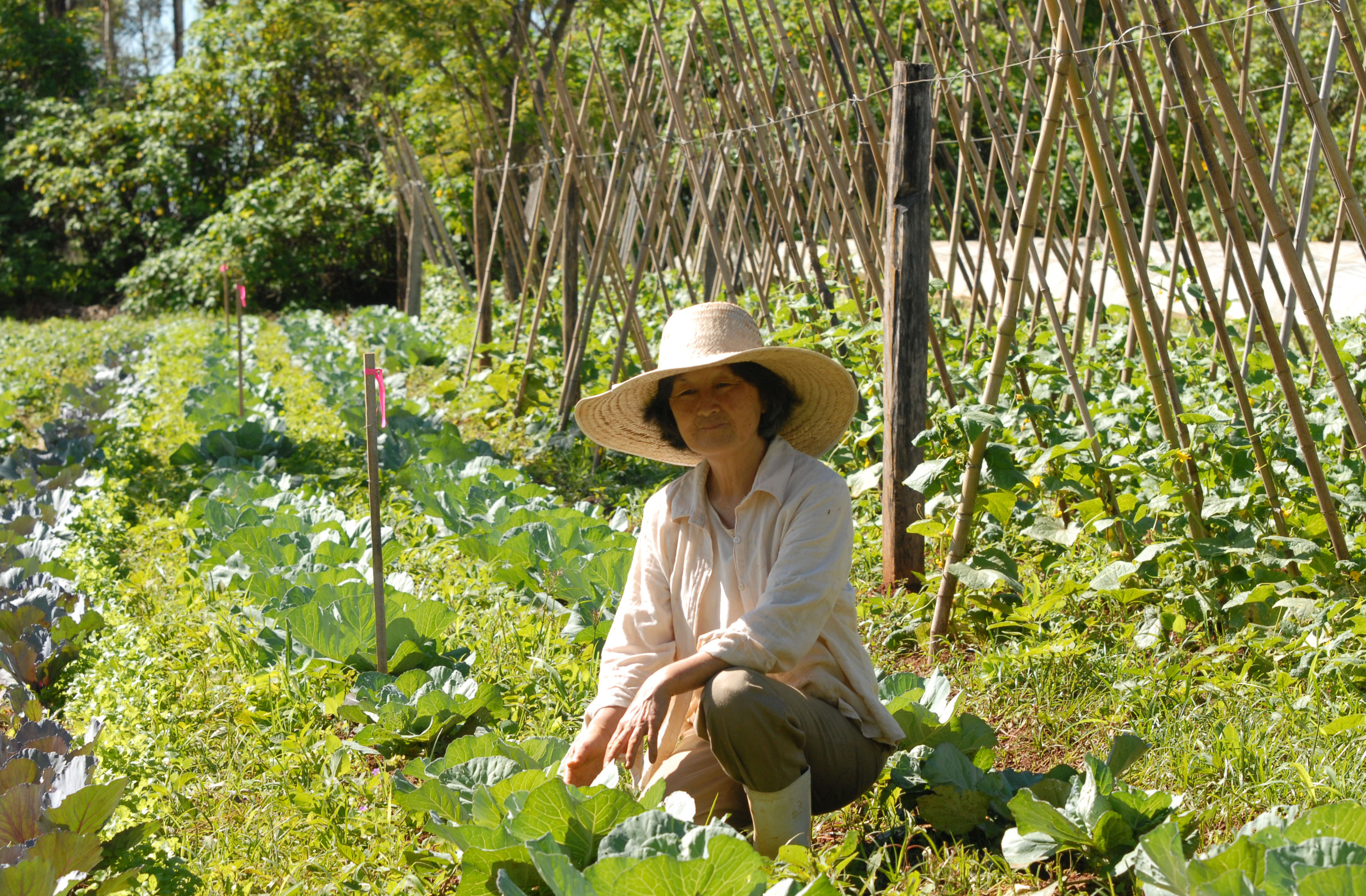
سماد داخل النظم الزراعية تستفيد من هذه الخدمات الطبيعية لإعادة تدوير المغذيات في النظم البيئية. البكتيريا والفطريات و الحشرات و ديدان الأرض، و البق، و غيرها من المخلوقات تحفر و تهضم السماد في التربة الخصبة. يتم إعادة تدوير المعادن و المواد المغذية في التربة مرة أخرى في إنتاج المحاصيل.

## مختصر
دورة المغذيات هي نظام إعادة تدوير الطبيعة وجميع أشكال إعادة التدوير لها حلقات التغذية الراجعة التي تستخدم الطاقة في عملية إعادة الموارد المادية إلى الاستخدام. إعادة التدوير في البيئة منظم إلى حد كبير خلال عملية التحلل.توظف النظم البيئية التنوع البيولوجي في الشبكات الغذائية التي تعيد تدوير المواد الطبيعية مثل المغذيات المعدنية، والتي تشمل المياه. إعادة التدوير في النظم الطبيعية هي واحدة من العديد من خدمات النظم البيئية التي تدعم وتساهم في رفاهية المجتمعات البشرية. هناك الكثير من التداخل بين المصطلحين للدورة البيولوجية الكيميائية ودورة المغذيات. معظم الكتب المدرسية تدمج هذين المصطلحين ويتعاملون معه كمرادف. ومع ذلك، غالبا ما يظهر المصطلحان بشكل مستقل. وغالبا ما يستخدم دورة المغذيات في إشارة مباشرة إلى فكرة لدورة داخل النظام عندما تكون النظم البيئية كوحدة واحدة. من الناحية العملية فإنه لا معنى لتقييم النظم البيئية الأرضية من خلال النظر في عمود كامل من الهواء فوقه فضلا عن أعماق كبيرة من الأرض تحته. في حين أن النظام البيئي في كثير من الأحيان لا يوجد لديه حدود واضحة، كنموذج العمل هي عملية للنظر في المجتمع الوظيفي حيث يحدث الجزء الأكبر من هذه المسألة ونقل الطاقة. يحدث تدوير المغذيات في النظم الإيكولوجية التي تشارك في الدورات البيولوجية الكيميائية أكبر من الأرض من خلال نظام المدخلات والمخرجات.

دورة المغذيات من النظم الايكولوجية الأرضية النموذجية

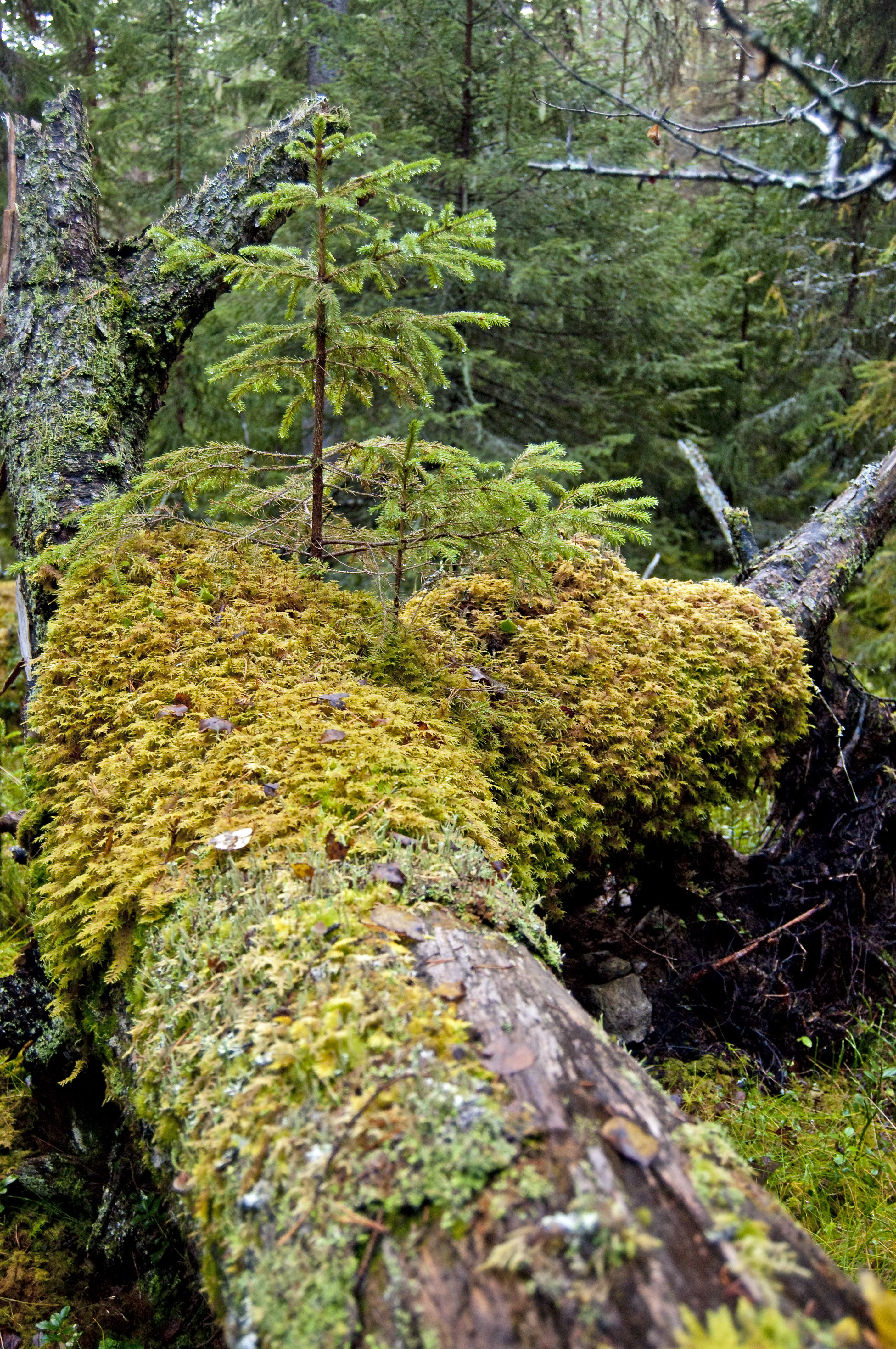
الجذوع الساقطة من العناصر الهامة للدورة المغذيات في الغابات الأرضية. شكل الجذوع الحاضنة للمخلوقات الحية التي تحلل و المواد و تعيد تدوير المغذيات إلى الإنتاج.

## حلقة مغلقة ومتكاملة
النظم البيئية قادرة على إعادة التدوير بالكامل. وإعادة التدوير بالكامل يعني أن 100٪ من النفايات يمكن أن يعاد تشكيلها إلى أجل غير مسمى. قام هورد أود بصياغة الفكرة عندما كتب بأنه «ظهر تماما ذلك بشكل دقيق من قبل النظم البيئية والنظم الجيولوجية أن جميع العناصر الكيميائية والعديد من المواد العضوية يمكن أن تتراكم بأنظمة من القشرة الأرضية الخلفية أومن التركيزات المحيطية اللذين يعيشون دون حد في التركيز طالما هناك طاقة شمسية متاحة أو غيرها من مصادر الطاقة الكامنة».
في عام 1979 اقترح نيكولاس جورجيسكو- ريجون القانون الرابع من الكون مشيرا إلى أن إعادة التدوير الكامل مستحيلة. وعلى الرغم من مساهمات جورجيسكو- ريجون الفكرية الواسعة في علم اقتصاد البيئة، تم رفض القانون الرابع في خط مع ملاحظات إعادة التدوير البيئي. ومع ذلك، ينص بعض الكتّاب أن إعادة التدوير الكامل مستحيل بالنسبة للهدر التكنولوجي. تنفذ النظم البيئية تدوير حلقة مغلقة حيث يتجاوز الطلب على المواد الغذائية التي تضيف إلى نمو الكتلة الحيوية العرض داخل هذا النظام. هناك اختلافات إقليمية ومكانية في معدلات النمو وتبادل المواد، حيث قد تكون بعض النظم البيئية في المغذيات ((المصارف)) بينما سيحصل الآخرين على العرض الإضافي (المصادر).و تتعلق هذه الاختلافات بالمناخ والتضاريس، والتاريخ الجيولوجي تاركا وراءه مصادر مختلفة من المواد الأم. من حيث الشبكة الغذائية، يتم تعريف دورة أو حلقة باسم «سلسلة موجهة من واحد أو أكثر من الروابط يبدأ من، وتنتهي في، نفس النوع. مثال على ذلك هو الشبكة الغذائية الميكروبية في المحيط، حيث» يتم استغلال البكتيريا، والتي تسيطر عليها، من خلال البروتوزوا، بما في ذلك السوطيات الصغيرة والتي بدورها استغلالها من قبل الهدبيات. ويرافق هذا النشاط الرعي عن طريق إفراز المواد التي هي بدورها تستخدمها البكتيريا، بحيث يعمل النظام أكثر أو أقل في دائرة مغلقة.

## إعادة التدوير البيئي
على سبيل المثال إعادة التدوير البيئي يحدث في الهضم الأنزيمي من السليلوز. السليلوز، واحدة من المركبات العضوية الأكثر وفرة على الأرض، والسكاريد كبير في النباتات حيث أنها جزء من جدران الخلايا. الإنزيمات المحللة للسليلوز تشارك في إعادة التدوير الطبيعي والبيئية من المواد النباتية.النظم الإيكولوجية مختلفة يمكن تختلف معدلات إعادة التدوير من القمامة، مما يخلق ردود فعل معقدة على عوامل مثل هيمنة التنافسية لبعض أنواع النباتات.أسعار مختلفة وأنماط إعادة التدوير البيئي يترك إرثا من الآثار البيئية التي تؤثر على التطور المستقبلي للنظم الإيكولوجية.
إعادة التدوير البيئي هو شائع في الزراعة العضوية، حيث إدارة المغذيات تختلف جوهريا في مقارنة الأنماط الزراعية للاستثمار لإدارة التربة.المزارع العضوية التي تستخدم لإعادة التدوير البيئي إلى مزيد من مدى دعم أكثر الأنواع (زيادة مستويات التنوع البيولوجي) ويكون لها هيكل الشبكة الغذائية المختلفة.
النظم الإيكولوجية الزراعية العضوية تعتمد على خدمات التنوع البيولوجي لإعادة تدوير المواد المغذية عن طريق التربة بدلا من الاعتماد على مكملات من الأسمدة الاصطناعية ونموذج للزراعة إعادة التدوير البيئية تلتزم المواد الرئيسية التالية:
- حماية التنوع الحيوي.
- استخدام الطاقة المتجددة.
- إعادة تدوير المغذيات النباتية.

## التاريخ
تدوير المغذيات لديها موطئ قدم تاريخية في كتابات تشارلز داروين في إشارة إلى إجراءات التحلل من ديدان الأرض. كتب داروين عن "استمرار متابعة اليونانيين، (يعتبر الماء من المواد الغذائية) فكرة الدورة الهيدرولوجية تم التحقق من صحتها وكمياتها بواسطة هالي في 1687.

### الاختلافات في المصطلحات
في عام 1926 صاغ فردانسكي الجيوكيميائي المدى كتخصص فرعي من الجيوكيمياء في كتيب ومع ذلك، فإن مدى دورة المغذيات قبل مواعيد البيوجيوكيميائية على زراعة الغابات في عام 1899: "هذه المطالب بأي حال من الأحوال تمر أكثر من حقيقة أنه في الأماكن التي تكون فيها كميات كافية من الحمص المتاح في حالة التحلل المستمر للقمامة وكميات كبيرة من المغذيات من المواد الغذائية متوفرة من دورة المغذيات الاحيائية للالأخشاب أيضا. في عام 1898 هناك إشارة إلى دورة النيتروجين في ما يتعلق النيتروجين تحديد الكائنات الحية الدقيقة ويبدو أن استخدامات واختلافات أخرى على المصطلحات المتعلقة بعملية تدوير المغذيات عبر التاريخ: ويبدو أن مدى دورة المعادن في 1935 ظهر في وقت مبكر، في إشارة إلى اهمية المعادن في فسيولوجيات النبات: ومن المحتمل أن الرماد إما بني إلى هيكلها الدائم، أو المودوعة في بعض الطريق كنفايات في الخلايا، وبالتالي لا يجوز أن يكون حرا في إعادة إدخال دورة المعادن.
ويبدو أن مصطلح إعادة تدوير المغذيات ظهر في عام 1964 في ورقة للبيئة الغذائية اللقلق الخشبي: "على الرغم من التجفيف الدوري صعودا وإعادة إغراق المستنقعات يخلق مشاكل البقاء على قيد الحياة الخاصة للكائنات الحية في المجتمع، ومستويات المياه تذبذب لصالح إعادة تدوير المغذيات السريع والمعدلات العالية اللاحقة من الإنتاج الأولي والثانوي.
يظهر مصطلح الدراجات الطبيعية في ورقة 1968 على نقل أوراق الشجر وعناصرها الكيميائية للنظر في إدارة مصائد الأسماك: النقل النهرية من قمامة الشجرة من أحواض الصرف هو عامل في ركوب الدراجات الطبيعية للعناصر الكيميائية وتدهور الأراضي.
ويبدو أن مصطلح إعادة التدوير البيئي في منشور 1968 على التطبيقات المستقبلية من البيئة لإنشاء وحدات مختلفة مصممة لتعيش في البيئات القاسية، مثل الفضاء أو تحت البحر: "لدينا مطلب أساسي لإعادة تدوير الموارد الحيوية، توفر المحيطات أكثر تواترا إعادة التدوير البيئي من مساحة الأرض. الأسماك والسكان العضوية الأخرى لديها معدلات نمو أعلى، والغطاء النباتي لديه مشاكل الطقس أقل متقلبة للحصاد البحر.
يظهر المصطلح الحيوي لإعادة التدوير في ورقة 1976 بشأن إعادة تدوير الكربون العضوي في المحيطات: في أعقاب الافتراض الحقيقي، إذن، أن النشاط البيولوجي هو المسؤول عن مصدر المواد العضوية الذائبة في المحيطات، ولكن ليست مهمة لأنشطتها بعد موت الكائنات الحية والتغيرات الكيميائية اللاحقة التي منع فيها إعادة التدوير الحيوي، يمكننا أن نرى أي اختلاف كبير في سلوك المواد العضوية الذائبة بين التكوين الجنيني وبعدالمحيطات الأحيائية.
الماء أيضا من المواد الغذائية. وفي هذا السياق، يشير بعض الكتاب أيضا إلى إعادة تدوير الترسبات، والتي تساهم في تبخر داخل منطقة الترسبات في تلك المنطقة نفسها.
هذه الاختلافات حول موضوع تدوير المغذيات استمرت لتستخدم، وتشير جميعها إلى العمليات التي هي جزء من الدورات البيولوجية الكيميائية العالمية. ومع ذلك، يميل الكتاب للإشارة إلى إعادة التدوير الطبيعية أوالعضوية أوالبيئية، أو الحيوي في إشارة إلى عمل الطبيعة، مثل استخدامه في الزراعة العضوية أو النظم الزراعية البيئية.

## إعادة التدوير في النظم البيئية الجديدة
تيار لانهائي من النفايات التكنولوجية يتراكم في تكوينات مكانية مختلفة في جميع أنحاء المعمورة ويتحول إلى حيوان مفترس في تربتنا وجداولنا، ومحيطاتنا.
وقد أعرب عن هذه الفكرة على نحو مماثل في عام 1954 عالم البيئة بول سيرز: "نحن لا نعرف ما إذا كان نرعى الغابات كمصدر للمواد الخام الأساسية وغيرها من الفوائد أو إزالته عن المساحة التي تحتلها. نتوقع نهرا ليكون بمثابة كلا الوريد والشريان اللذين يحملان النفايات بعيدا ولكنهما يجلبان المواد التي يمكن استخدامها في نفس القناة. الطبيعة منذ زمن طويل تتتجاهل حمل النفايات السامة والمواد المغذية في نفس الأوعية. أستخدم علماء البيئة البيئة السكانية إلى نموذج الملوثات كمنافسين أو حيوانات مفترسة. كانت راشيل كارسون رائدة البيئة في هذا المجال في كتابها الربيع الصامت المستوحاة من بحوث التضخم الأحيائي فجلبت انتباه العالم إلى الملوثات الخفية المنتقلة إلى السلسلة الغذائية للكوكب.
وعلى النقيض من كواكب النظم البيئية الطبيعية والتكنولوجيا (أو النظم البيئية التقنية) لم يتم الحد من تأثيرها على موارد الكواكب. 7٪ فقط من إجمالي النفايات البلاستيكية (إضافة إلى مئات الملايين من الأطنان) يتم إعادة تدويرها من النظم الصناعية.و 93٪ لم يجعل في مجرى إعادة التدوير الصناعي اللتي أنظمة إعادة التدوير الطبيعية يمتصها وفي المقابل وعلى مدى طويل من الزمن (مليارات السنين) حافظت على توازن النظم البيئية اللذي يتفق مع إنتاج يعادل تقريبا معدلات الاستهلاك في الجهاز التنفسي. كفاءة إعادة التدوير متوازنة من الطبيعة يعني أن إنتاج النفايات المتحللة قد تجاوزت المعدلات الاستهلاكية القابلة لإعادة التدوير في سلاسل الغذاء مساوية للا مخزون العالمي من الوقود المتحجرة التي نجت من سلسلة من التحلل.
جزيئات البلاستيك والمواد الفضة النانوية المتدفقة وركوب الدراجات من خلال النظم البيئية من التلوث والتكنولوجيا المهملة من بين قائمة متزايدة من المخاوف البيئية الناشئة. على سبيل المثال، تم العثور على تجمعات فريدة من الميكروبات البحرية لهضم البلاستيك تتراكم في محيطات العالم. تٌمتص التقنيات المهملة في التربة ويخلق طبقة جديدة من التربة تدعى تكنسولس. النفايات البشرية في الأنثروبوسين تخلق أنظمة جديدة لإعادة التدوير البيئي، ووهذه النظم البيئية الجديدة التي يتعين عليهم أن يتعاملوا مع دورة الزئبق وغيرها من المواد الاصطناعية التي تتدفق على سلسلة التحلل البيولوجي. الكائنات الدقيقة لها دور كبير في إزالة المركبات العضوية الاصطناعية من بيئة تمكن آليات إعادة التدوير التي لديها مسارات التحلل البيولوجي المعقدة. يتم سرد تأثير المواد الاصطناعية، مثل النانوية وجزيئات البلاستيك الصغيرة، على أنظمة إعادة التدوير البيئية باعتبارها واحدة من الاهتمامات الرئيسية للنظام الإيكولوجي في هذا القرن.
المبيدات سرعان ما انتشرت من خلال كل شيء في المحيط الحيوي على حد سواء مع المجالات التقنية البشرية وغير البشرية العائدة من خارج البيئات الطبيعية مرة أخرى في النبات والحيوان، وقيام الجثث البشرية التي تقع في داخل البيئات الاصطناعية مع آثار غير مقصودة وغير متوقعة، وغير المرغوب فيها. باستخدام رؤى البيولوجية، السمية والوبائية، والبيئية، ولدت كارسون شعور جديد في كيفية النظر إلى «البيئة».